# Radurschlbach
Der Radurschlbach (auch Pfundsertalbach) ist ein rund 18 km langer rechter Zufluss des Inns im Tiroler Oberland.

## Verlauf
Der Bach entspringt in den Nauderer Bergen nahe dem Alpenhauptkamm östlich unterhalb der Seekarköpfe auf 2776 m ü. A.
Er fließt anfangs in nördlicher, dann in nordwestlicher Richtung durch das Radurschltal, wo er das Hohenzollernhaus passiert. Am Ausgang ins Inntal hat er sich in eine enge Schlucht, die Radurschlklamm, eingeschnitten. Im Inntal hat er den Inn an die Nordseite des Tales abgedrängt und einen Schwemmkegel aufgeschüttet, auf dem Pfunds-Dorf liegt. Nördlich davon mündet der Bach in den Inn.
Die wichtigsten Zubringer sind der Nauderer Tscheybach mit einem Einzugsgebiet von 14,5 km² von links und der Pfundser Tscheybach mit 18,0 km² von rechts.

## Einzugsgebiet und Wasserführung
Das Einzugsgebiet des Radurschlbachs beträgt 92,3 km²; davon sind 0,55 km² (rund 0,6 %) vergletschert (Stand 1998). Der höchste Punkt im Einzugsbereich ist der Glockturm mit 3353 m ü. A.
Das Wasser des Radurschlbachs wird ebenso wie das des Nauderer Tscheybachs in rund 1800 m Höhe komplett eingezogen und in den Gepatschspeicher im Kaunertal abgeleitet. Das hydrologisch wirksame Einzugsgebiet wird dadurch um rund 42 km² reduziert.
An der Wasserfassung Radurschl weist der Bach ein nivo-glaziales Abflussregime mit Abflussspitzen in den Sommermonaten bis 1,9 m³/s auf.

## Ökologie
Der Bach ist im unbesiedelten Radurschltal weitgehend naturbelassen; auf flacheren Fließstrecken hat er zum Teil mehrere Arme oder Mäander ausgebildet. Der ökologische Zustand des Radurschlbachs wird als sehr gut eingestuft, die Bachsohle ist unverbaut, die Ufer sind lediglich punktuell verbaut, mit Ausnahme des Ortsgebietes von Pfunds, wo der Bach komplett verbaut ist und einen schlechten ökologischen Zustand aufweist.

## Nutzung
Neben der Ableitung in den Gepatschspeicher wird das Wasser des Radurschlbachs vom Kleinkraftwerk des Hohenzollernhauses genutzt. Außerdem speist der Bach zahlreiche Waale, die in der niederschlagsarmen Gegend der Bewässerung  dienen.